# Forsteronia
Forsteronia és un gènere de fanerògames de la família de les Apocynaceae. És originari de Mèxic i de l'Amèrica tropical. Comprèn 91 espècies descrites i d'aquestes, només 44 han estat acceptades.

## Descripció
Són lianes o arbustos escandents, tiges amb secreció lletosa, glabres, glabrescents a pubescents; coléters interpeciolars inconspicus. Fulles oposades, en general amb coléters en el nervi central, algunes vegades eglandulars, fulles glabres a pubescents, de forma usual amb domacis en les axil·les dels nervis. Les inflorescències cimoses o tirsiformes, terminals o subterminals, amb moltes flors, glabres a pubescents, amb diversos coléters en la base, rara vegada absents. Corol·la girada a subcampanulada, sense corona anul·lar o lòbuls coronals lliures a la superfície interior, blanca, blanc-verdosa, color crema o groga, poques vegades vermellosa, el tub és curt i inconspicu. Els llimbs amb 5 lòbuls, l'estivació dextrorsa; estams exertos o inclosos, els filaments lliures o coalescents voltant de l'estil, les anteres connivents i aglutinades al capdavant estigmàtica; cap estigmàtica amplament fusiforme; gineceu 2-carpelar, apocàrpic, amb nombrosos òvuls; nectari 5-lobulat, de forma més rara sencer o 2 - o 3-lobulat. Fruits apocàrpics, compostos de forma habitual per 2 fol·licles, divaricats el paral·lel, la moniliforme cilíndrica. Conté nombroses llavors, despullades, comoses en l'àpex micropilar.

## Taxonomia
El gènere va ser descrit per Georg Friedrich Wilhelm Meyer i publicat a Primitiae Florae Essequeboensis. .. 133–134. 1818. L'espècie tipus és: Forsteronia spicata (Jacq.) G.Mey.
- Forsteronia acouci  A.DC.
- Forsteronia acutifolia Müll.Arg.
- Forsteronia alexandri Griseb.
- Forsteronia amazonica Monach.
- Forsteronia amblybasis S.F.Blake
- Forsteronia apurensis Markgr.
- Forsteronia corymbifera (Miers) Sandwith
- Forsteronia fallax Taub. ex Woodson
- Forsteronia myriantha Donn.Sm.
- Forsteronia peninsularis Woodson
- Forsteronia spicata (Jacq.) G.Mey.